# Jouancy
Jouancy ist eine französische Gemeinde mit 28 Einwohnern (Stand: 1. Januar 2022) im Département Yonne in der Region Bourgogne-Franche-Comté (vor 2016 Bourgogne) im Osten Frankreichs. Die Gemeinde gehört zum Arrondissement Avallon und zum Kanton Chablis (bis 2015 Noyers). 

## Geografie
Jouancy liegt etwa 45 Kilometer ostsüdöstlich von Auxerre. Umgeben wird Jouancy von den Nachbargemeinden Noyers im Norden und Nordwesten, Censy im Norden, Sarry im Süden und Osten sowie Grimault im Westen und Südwesten.

## Einwohnerentwicklung
| Jahr                      | 1962 | 1968 | 1975 | 1982 | 1990 | 1999 | 2006 | 2013 |
| ------------------------- | ---- | ---- | ---- | ---- | ---- | ---- | ---- | ---- |
| Einwohner                 | 44   | 43   | 28   | 29   | 22   | 24   | 32   | 22   |
| Quelle: Cassini und INSEE |      |      |      |      |      |      |      |      |

## Sehenswürdigkeiten
- Kirche Notre-Dame aus dem 12. Jahrhundert
- Schloss aus dem 15. Jahrhundert, Monument historique
- Wegekreuz aus dem 19. Jahrhundert

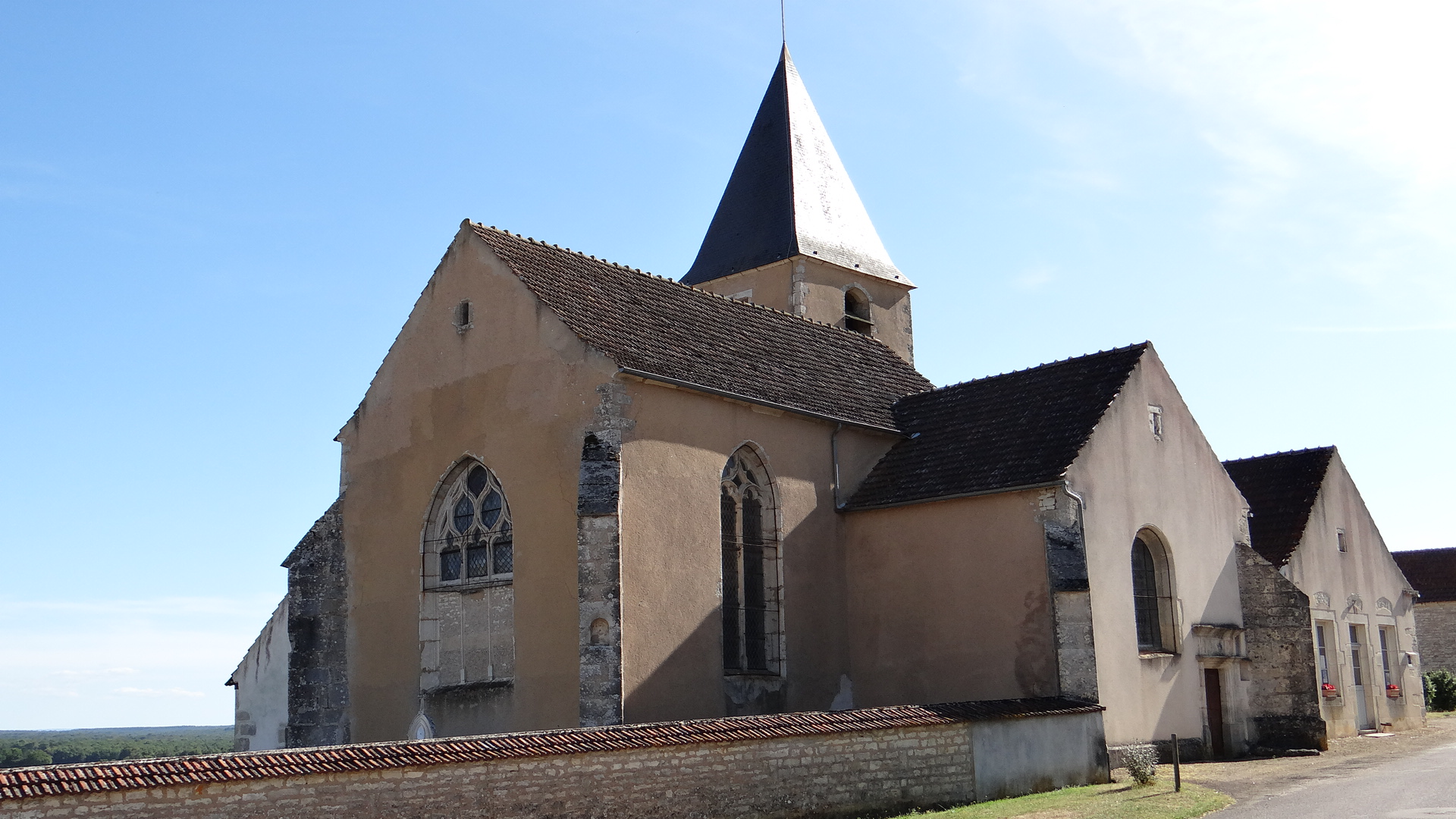
Kirche Notre-Dame
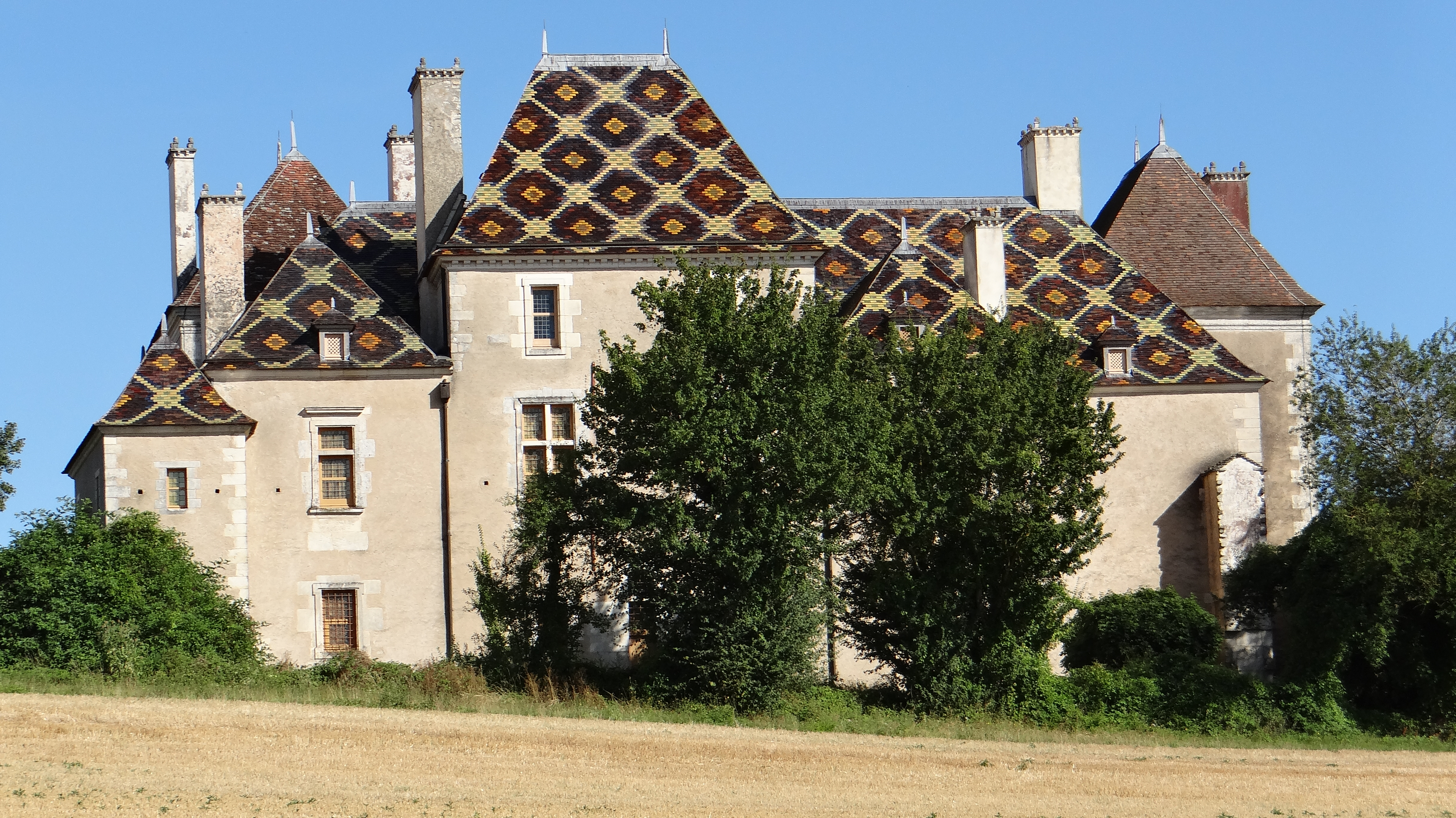
Schloss